# أوستين ووكر
أوستين ووكر (بالإنجليزية: Austin Walker)‏ هو سياسي أمريكي، ولد في 5 يناير 1883 في غاري في الولايات المتحدة، وتوفي في 31 أكتوبر 1945 في بويسي في الولايات المتحدة.